# Akut stressreaktion
Akut stressreaktion (psykisk chock) är en naturlig, kortvarig och övergående reaktion på extrem psykisk eller fysisk belastning. En akut stressreaktion kan övergå i personlighetsförändring, posttraumatiskt stressyndrom eller komplext posttraumatiskt stressyndrom.
En akut stressreaktion kan uppkomma efter exempelvis våldtäkt, överfall, en naturkatastrof eller en anhörigs oväntade dödsfall. Såväl psykiskt trauma som fysiskt trauma kan vara utlösande, i synnerhet sådana som är plötsliga och orsakar den drabbade eller dess närstående otrygghet, framkallar inlärd hjälplöshet eller där integriteten attackeras. Begreppet har utvecklats från studier om stridsutmattning (Shell shock eller Combat fatigue) under 1900-talet. Olika personer kan reagera mycket olika på samma trauma, vilket förklaras av medfödda och förvärvade förutsättningar enligt stress-sårbarhetsmodellen: Istället för en akut stressreaktion reagerar andra individer på trauma med panik eller rädsla. De som drabbas av akut stressreaktion har sällan tidigare erfarenhet av psykisk ohälsa. De har som regel blivit fysiskt utmattade av traumat och har vanligen en personlig sårbarhet, exempelvis vissa organiska sårbarheter (till exempel ålderdom, en endokrin rubbning).

## Symptom
En akut stressreaktion bryter ut tämligen abrupt; symptomen uppkommer inom en timme efter traumat. Första tecknet kan vara dissociation med förvirring och perceptuella problem (såsom att omgivningen snurrar eller skakar), desorientering, och en medvetandeförändring med tunnelseende. Därpå följer ofta antingen psykomotorisk agitation eller psykomotorisk hämning, och ofta med inslag av panikångest. Som regel pendlar reaktionen mellan tillstånd av motorisk hyperaktivitet med aggression och tillstånd av apati och gråt. Flykt- och kamprespons samt hyperarousal är andra vanliga symptom. Tillståndet varar någon timme eller någon dag, undantagsvis upp till några veckor.
Att uppleva dissociation under traumat är ett tecken på sårbarhet för att utveckla posttraumatisk stress; svår dissociation kan yttra sig i till exempel transtillstånd. Det är vanligt med partiell eller fullständig amnesi (att delvis eller helt glömma upplevelsen), vilket är vanligare ju yngre personen är och ju längre traumat pågår; minnet kan återkomma när personen befinner sig i en situation som känslomässigt påminner om traumat. Den som drabbats av amnesi till följd av svåra trauman kan drabbas av så kallad global amnesi, att de kan ha svårt att återkalla kulturella eller personliga minnen. Vad personen minns av traumat är ofta sensoriska erfarenheter snarare än händelser.

### Allmänna källor
- The ICD-10 Classification of Mental and Behavioural Disorders, Clinical descriptions and diagnostic guidelines, s. 120